# Griffithsgrupp
Inom matematiken är Griffithsgruppen av en projektiv komplex mångfald X en grupp som mäter skillnaden mellan homologisk och algebraisk ekvivalens, två viktiga ekvivalensrelationer av algebraiska cykler.
Mer precist definieras den som
{\displaystyle \operatorname {Griff} ^{k}(X):=Z^{k}(X)_{\mathrm {hom} }/Z^{k}(X)_{\mathrm {alg} }}
där {\displaystyle Z^{k}(X)} betecknar gruppen av algebraiska cykler av någon fixerad kodimension k och underindexen säger att elementen i gruppen är homologiskt triviala respektive algebraiskt ekvivalenta till noll.
Griffithsgruppen introducerades av Phillip Griffiths, som bevisade att för en allmän femtegradskurva i {\displaystyle \mathbf {P} ^{4}} (projektiva 4-rummet) är gruppen group {\displaystyle \operatorname {Griff} ^{2}(X)} inte en torsionsgrupp.